# NB Bornholm
 Der er for få eller ingen kildehenvisninger i denne artikel, hvilket er et problem. Du kan hjælpe ved at angive troværdige kilder til de påstande, som fremføres i artiklen.

NB Bornholm er en dansk fodboldklub hjemmehørende i Nexø på Bornholm. Klubbens officielle navn er (ifølge vedtægterne) Nexø Boldklub, men fra 2009 forsøgte klubben at brande sig under det nye navn for på den måde at sætte Bornholm på landkortet.
Klubben blev stiftet i 1990 efter at den tidligere Nexø Boldklub, der havde eksisteret siden 1915, gik konkurs.
NB Bornholm har i dag Per Dybdahl som formand, og Palle Dam som æresmedlem.

## Fodnoter
1. ↑  Bornholm.nu – Nexø Boldklub bliver til NB Bornholm (14. januar 2009)